# Lliga de Campions de la UEFA 2013-14
La Lliga de Campions de la UEFA 2013-14 fou la 59a edició d'aquesta competició i es disputà entre el 2 de juliol de 2013 i el 24 de maig de 2014.
La final es va jugar a l'Estádio da Luz de la ciutat de Lisboa, Portugal. És la segona vegada que va fer en aquest país, 47 anys després de la que es va disputar a l'Estádio Nacional, als afores de la capital portuguesa.
La final la varen jugar el Reial Madrid CF i l'Atlètic de Madrid; fou el cinquè cop en què era disputada per dos equips de la mateixa federació, i el primer cop en la història de la competició en què ambdós equips finalistes eren de la mateixa ciutat. El Real Madrid, que havia eliminat el defensor del títol, el Bayern de Múnic a les semifinals, va guanyar en el temps afegit, i va obtenir així el seu desè títol. El Real Madrid va empatar el partit a darrera hora amb un gol de Sergio Ramos i després va seguir marcant a la prórroga, per guanyar per un total de 4–1.

## Equips per associació
Un total de 76 equips participaren en la Lliga de Campions 2013-14, provinents de 52 associacions de la UEFA (Liechtenstein no organitza una lliga domèstica). Cada associació, d'acord amb el seu coeficient UEFA del 2012, que té en compte l'actuació dels equips en competicions europees de la temporada 2007-08 a la 2011-12, té un nombre de places per als seus equips.

### Rànquing d'associacions (segons el coeficient UEFA)
| Rànquing | Associació    | Coef.  | Equips |
| -------- | ------------- | ------ | ------ |
| 1        | Anglaterra    | 84.410 | 4      |
| 2        | Espanya       | 84.186 | 4      |
| 3        | Alemanya      | 75.186 | 4      |
| 4        | Itàlia        | 59.981 | 3      |
| 5        | Portugal      | 55.346 | 3      |
| 6        | França        | 54.178 | 3      |
| 7        | Rússia        | 47.832 | 2      |
| 8        | Països Baixos | 45.515 | 2      |
| 9        | Ucraïna       | 45.133 | 2      |
| 10       | Grècia        | 37.100 | 2      |
| 11       | Turquia       | 34.050 | 2      |
| 12       | Bèlgica       | 32.400 | 2      |
| 13       | Dinamarca     | 27.525 | 2      |
| 14       | Suïssa        | 26.800 | 2      |
| 15       | Àustria       | 26.325 | 2      |
| 16       | Xipre         | 25.499 | 1      |
| 17       | Israel        | 22.000 | 1      |
| 18       | Escòcia       | 21.141 | 1      |

| Rànquing | Associació           | Coef.  | Equips |
| -------- | -------------------- | ------ | ------ |
| 19       | República Txeca      | 20.350 | 1      |
| 20       | Polònia              | 19.916 | 1      |
| 21       | Croàcia              | 18.874 | 1      |
| 22       | Romania              | 18.824 | 1      |
| 23       | Belarús              | 18.208 | 1      |
| 24       | Suècia               | 15.900 | 1      |
| 25       | Eslovàquia           | 14.874 | 1      |
| 26       | Noruega              | 14.675 | 1      |
| 27       | Sèrbia               | 14.250 | 1      |
| 28       | Bulgària             | 14.250 | 1      |
| 29       | Hongria              | 9.750  | 1      |
| 30       | Finlàndia            | 9.133  | 1      |
| 31       | Geòrgia              | 8.666  | 1      |
| 32       | Bòsnia i Hercegovina | 8.416  | 1      |
| 33       | Irlanda              | 7.375  | 1      |
| 34       | Eslovènia            | 7.124  | 1      |
| 35       | Lituània             | 6.875  | 1      |
| 36       | Moldàvia             | 6.749  | 1      |

| Rànquing | Associació       | Coef. | Equips |
| -------- | ---------------- | ----- | ------ |
| 37       | Azerbaidjan      | 6.207 | 1      |
| 38       | Letònia          | 5.874 | 1      |
| 39       | Macedònia        | 5.666 | 1      |
| 40       | Kazakhstan       | 5.333 | 1      |
| 41       | Islàndia         | 5.332 | 1      |
| 42       | Montenegro       | 4.375 | 1      |
| 43       | Liechtenstein    | 4.000 | 0      |
| 44       | Albània          | 3.916 | 1      |
| 45       | Malta            | 3.083 | 1      |
| 46       | Gal·les          | 2.749 | 1      |
| 47       | Estònia          | 2.666 | 1      |
| 48       | Irlanda del Nord | 2.583 | 1      |
| 49       | Luxemburg        | 2.333 | 1      |
| 50       | Armènia          | 2.208 | 1      |
| 51       | Illes Fèroe      | 1.416 | 1      |
| 52       | Andorra          | 1.000 | 1      |
| 53       | San Marino       | 0.916 | 1      |
| 54       | Gibraltar        | 0.000 | 0      |

### Distribució
|                                          |                                          | Equips entrant en aquesta ronda | Equips provinents de la ronda anterior                                                         |
| ---------------------------------------- | ---------------------------------------- | --- | ---------------------------------------------------------------------------------------------- |
| Primera ronda de qualificació (4 equips) | Primera ronda de qualificació (4 equips) | - 4 campions de les associacions 50–53 |                                                                                                |
| Segona ronda de qualificació (34 equips) | Segona ronda de qualificació (34 equips) | - 32 campions de les associacions 17–49 (excloent Liechtenstein)                                                                                | - 2 guanyadors de la primera ronda de qualificació                                             |
| Tercera ronda de qualificació            | Campions (20 equips)                     | - 3 campions de les associacions 14–16 | - 17 guanyadors de la segona ronda de qualificació                                             |
| Tercera ronda de qualificació            | No campions (10 equips)                  | - 9 subcampions de les associacions 7–15 - 1 tercer classificat de l'associació 6                                                               |                                                                                                |
| Play-off                                 | Campions (10 equips)                     | | - 10 guanyadors de la tercera ronda de qualificació per a campions                             |
| Play-off                                 | No campions (10 equips)                  | - 2 tercers classificats de les associacions 4–5 - 3 quarts classificats de les associacions 1-3                                                | - 5 guanyadors de la tercera ronda de qualificació per a no campions                           |
| Fase de grups (32 equips)                | Fase de grups (32 equips)                | - Campió vigent - 13 campions de les associacions 1–13 - 6 subcampions de les associacions 1–6 - 3 tercers classificats de les associacions 1–3 | - 5 guanyadors del play-off per a campions - 5 guanyadors del play-off per a no campions       |
| Fase d'eliminatòries (16 equips)         | Fase d'eliminatòries (16 equips)         | | - 8 guanyadors de grup de la fase de grups - 8 segons classificats de grup de la fase de grups |

### Equips
Posicions a la lliga de la temporada passada entre parèntesis.
| Fase de grups                 | Fase de grups              | Fase de grups           | Fase de grups          |
| ----------------------------- | -------------------------- | ----------------------- | ---------------------- |
| Bayern de Múnic (1r)CV        | At. Madrid (3r)            | SL Benfica (2n)         | Xakhtar Donetsk (1r)   |
| Manchester United FC (1r)     | Borussia Dortmund (2n)     | PSG (1r)                | Olympiakos FC (1r)     |
| Manchester City FC (2n)       | Bayer Leverkusen (3r)      | Marsella (2n)           | Galatasaray SK (1r)    |
| Chelsea FC (3r)               | Juventus FC (1r)           | CSKA Moscou (1r)        | RSC Anderlecht (1r)    |
| Barça (1r)                    | Nàpols (2n)                | AFC Ajax (1r)           | Copenhagen (1r)        |
| Reial Madrid CF (2n)          | FC Porto (1r)              |                         |                        |
| Play-off                      |                            |                         |                        |
| Campions                      | No campions                | No campions             | No campions            |
|                               | Arsenal FC (4th)           | FC Schalke 04 (4th)     | Paços de Ferreira (3r) |
| Reial Societat (4th)          | AC Milan (3r)              |                         |                        |
| Tercera ronda de qualificació |                            |                         |                        |
| Campions                      | No campions                | No campions             | No campions            |
| Basilea (1r)                  | Olympique de Lió (3r)      | PAOK (2n)               | Nordsjælland (2n)      |
| Austria Wien (1r)             | Zenit Sant Petersburg (2n) | Fenerbahçe SK (2n)      | Grasshopper (2n)       |
| APOEL (1r)                    | PSV Eindhoven (2n)         | Zulte Waregem (2n)      | Red Bull Salzburg (2n) |
|                               | Metalist Kharkiv (2n)      |                         |                        |
| Segona ronda de qualificació  |                            |                         |                        |
| Maccabi Tel Aviv FC (1r)      | Slovan Bratislava (1r)     | Sligo Rovers (1r)       | FH (1r)                |
| Celtic (1r)                   | Molde (1r)                 | Maribor (1r)            | Sutjeska Nikšić (1r)   |
| Viktoria Plzeň (1r)           | Partizan (1r)              | Ekranas (1r)            | Skënderbeu Korçë (1r)  |
| Legia Warsaw (1r)             | Ludogorets Razgrad (1r)    | Sheriff Tiraspol (1r)   | Birkirkara (1r)        |
| Dinamo de Zagreb (1r)         | Győr (1r)                  | Neftchi Baku (1r)       | The New Saints (1r)    |
| Steaua de Bucarest (1r)       | HJK (1r)                   | Daugava Daugavpils (1r) | Nõmme Kalju (1r)       |
| BATE Borisov (1r)             | Dinamo Tbilisi (1r)        | Vardar (1r)             | Cliftonville (1r)      |
| Elfsborg (1r)                 | Željezničar (1r)           | Shakhter Karagandy (1r) | Fola Esch (1r)         |
| Primera ronda de qualificació |                            |                         |                        |
| Shirak (1r)                   | EB/Streymur (1r)           | Lusitans (1r)           | Tre Penne (1r)         |

Notes
- CV Campió vigent

## Dates de les rondes i els sorteigs
Tots els sorteigs tenen lloc a la seu de la UEFA a Nyon, Suïssa si no s'indica el contrari.
| Fase                 | Ronda                         | Data del sorteig         | Anada                                      | Tornada                                    |
| -------------------- | ----------------------------- | ------------------------ | ------------------------------------------ | ------------------------------------------ |
| Qualificació         | Primera ronda de qualificació | 24 de juny 2013          | 2 i 3 de juliol 2013                       | 9 i 10 de juliol 2013                      |
| Qualificació         | Segona ronda de qualificació  | 24 de juny 2013          | 16 i 17 de juliol 2013                     | 23 i 24 de juliol 2013                     |
| Qualificació         | Tercera ronda de qualificació | 19 de juliol 2013        | 30 i 31 de juliol 2013                     | 6 i 7 d'agost 2013                         |
| Play-off             | Play-off                      | 9 d'agost 2013           | 20 i 21 d'agost 2013                       | 27 i 28 d'agost 2013                       |
| Fase de grups        | 1a jornada                    | 29 d'agost 2013 (Mònaco) | 17 i 18 de setembre 2013                   | 17 i 18 de setembre 2013                   |
| Fase de grups        | 2a jornada                    | 29 d'agost 2013 (Mònaco) | 1 i 2 d'octubre 2013                       | 1 i 2 d'octubre 2013                       |
| Fase de grups        | 3a jornada                    | 29 d'agost 2013 (Mònaco) | 22 i 23 d'octubre 2013                     | 22 i 23 d'octubre 2013                     |
| Fase de grups        | 4a jornada                    | 29 d'agost 2013 (Mònaco) | 5 i 6 de novembre 2013                     | 5 i 6 de novembre 2013                     |
| Fase de grups        | 5a jornada                    | 29 d'agost 2013 (Mònaco) | 26 i 27 de novembre 2013                   | 26 i 27 de novembre 2013                   |
| Fase de grups        | 6a jornada                    | 29 d'agost 2013 (Mònaco) | 10 i 11 de desembre 2013                   | 10 i 11 de desembre 2013                   |
| Fase d'eliminatòries | Vuitens de final              | 13 de desembre 2013      | 18 i 19 i 25 i 26 de febrer 2014           | 11 i 12 i 18 i 19 de març 2014             |
| Fase d'eliminatòries | Quarts de final               | 21 de març 2014          | 1 i 2 d'abril 2014                         | 8 i 9 d'abril 2014                         |
| Fase d'eliminatòries | Semifinals                    | 11 d'abril 2014          | 22 i 23 d'abril 2014                       | 29 i 30 d'abril 2014                       |
| Fase d'eliminatòries | Final                         | 11 d'abril 2014          | 24 de maig 2014 a l'Estádio da Luz, Lisboa | 24 de maig 2014 a l'Estádio da Luz, Lisboa |

## Rondes de qualificació
A les rondes de qualificació i al play-off, els equips seran dividits en caps de sèrie i no caps de sèrie segons el seu coeficient UEFA del 2013. Els equips d'una mateixa associació no es poden emparellar entre si.

### Primera ronda de qualificació
El sorteig de la primera i la segona rondes de qualificació es va celebrar el 24 de juny de 2013. L'anada es disputà el dia 2 de juliol i la tornada, el dia 9 de juliol.
| Equip 1  | Global | Equip 2     | Anada | Tornada |
| -------- | ------ | ----------- | ----- | ------- |
| Shirak   | 3–1    | Tre Penne   | 3–0   | 0–1     |
| Lusitans | 3–7    | EB/Streymur | 2–2   | 1–5     |

### Segona ronda de qualificació
L'anada es jugà els dies 16 i 17 de juliol i la tornada, els dies 23 i 24 de juliol de 2012.
| Equip 1           | Global | Equip 2             | Anada | Tornada   |
| ----------------- | ------ | ------------------- | ----- | --------- |
| Neftchi Baku      | 0–1    | Skënderbeu Korçë    | 0–0   | 0–1 (pr.) |
| Steaua București  | 5–1    | Vardar              | 3–0   | 2–1       |
| Viktoria Plzeň    | 6–4    | Željezničar         | 4–3   | 2–1       |
| Sheriff Tiraspol  | 6–1    | Sutjeska Nikšić     | 1–1   | 5–0       |
| Birkirkara        | 0–2    | Maribor             | 0–0   | 0–2       |
| Sligo Rovers      | 0–3    | Molde               | 0–1   | 0–2       |
| Elfsborg          | 11–1   | Daugava Daugavpils  | 7–1   | 4–0       |
| HJK               | 1–2    | Nõmme Kalju         | 0–0   | 1–2       |
| Ekranas           | 1–3    | FH                  | 0–1   | 1–2       |
| The New Saints    | 1–4    | Legia Warsaw        | 1–3   | 0–1       |
| Cliftonville      | 0–5    | Celtic              | 0–3   | 0–2       |
| Fola Esch         | 0–6    | Dinamo de Zagreb    | 0–5   | 0–1       |
| Győr              | 1–4    | Maccabi Tel Aviv FC | 0–2   | 1–2       |
| BATE Borisov      | 0–2    | Shakhter Karagandy  | 0–1   | 0–1       |
| Shirak            | 1–1    | Partizan            | 1–1   | 0–0       |
| Slovan Bratislava | 2–4    | Ludogorets Razgrad  | 2–1   | 0–3       |
| Dinamo Tbilisi    | 9–2    | EB/Streymur         | 6–1   | 3–1       |

### Tercera ronda de qualificació
La tercera ronda de qualificació estarà dividida en dues seccions: una pels equips campions de la seva lliga i una pels no campions. Els perdedors d'ambdues seccions entraran a l'Europa League 2013-14.
Els partits d'anada es jugaran els dies 30 i 31 de juliol i els de tornada, els dies 6 i 7 d'agost de 2013.
| Equip 1            | Global   | Equip 2               | Anada    | Tornada  |          |
| Campions           | Campions | Campions              | Campions | Campions | Campions |
| ------------------ | -------- | --------------------- | -------- | -------- | -------- |
| Basilea            | 4–3      | Maccabi Tel Aviv FC   | 1–0      | 3–3      |          |
| Molde              | 1–1      | Legia Warsaw          | 1–1      | 0–0      |          |
| Ludogorets Razgrad | 3–1      | Partizan              | 2–1      | 1–0      |          |
| Dinamo Tbilisi     | 1–3      | Steaua București      | 0–2      | 1–1      |          |
| APOEL              | 1–1      | Maribor               | 1–1      | 0–0      |          |
| Celtic             | 1–0      | Elfsborg              | 1–0      | 0–0      |          |
| Shakhter Karagandy | 5–3      | Skënderbeu Korçë      | 3–0      | 2–3      |          |
| Austria Wien       | 1–0      | FH                    | 1–0      | 0–0      |          |
| Nõmme Kalju        | 2–10     | Viktoria Plzeň        | 0–4      | 2–6      |          |
| Dinamo de Zagreb   | 4–0      | Sheriff Tiraspol      | 1–0      | 3–0      |          |
| No campions        |          |                       |          |          |          |
| Nordsjælland       | 0–6      | Zenit Sant Petersburg | 0–1      | 0–5      |          |
| Red Bull Salzburg  | 2–4      | Fenerbahçe SK         | 1–1      | 1–3      |          |
| PAOK               | 1–3      | Metalist Kharkiv      | 0–2      | 1–1      |          |
| PSV Eindhoven      | 5–0      | Zulte Waregem         | 2–0      | 3–0      |          |
| Olympique de Lió   | 2–0      | Grasshopper           | 1–0      | 1–0      |          |

## Ronda eliminatòria
El play-off també estarà dividit en dues seccions separades: una pels campions i una pels no campions. Els perdedors d'ambdues seccions jugaran a la fase de grups de l'Europa League 2013-14.
Els partits d'anada es jugaran els dies 20 i 21 d'agost i els de tornada, els dies 27 i 28 d'agost de 2012.
El 14 d'agost de 2013 l'equip Metalist Kharkiv va ser desqualificat de les competicions de clubs de la UEFA durant la temporada 2013-14 per haver arreglat partits. La UEFA va decidir que el seu lloc l'ocupés el PAOK, equip eliminat pel Metalist en la ronda prèvia.
| Equip 1            | Global   | Equip 2                | Anada    | Tornada  |          |
| Campions           | Campions | Campions               | Campions | Campions | Campions |
| ------------------ | -------- | ---------------------- | -------- | -------- | -------- |
| Dinamo de Zagreb   | 3–4      | Austria Wien           | 0–2      | 3–2      |          |
| Ludogorets Razgrad | 2–6      | Basilea                | 2–4      | 0–2      |          |
| Viktoria Plzeň     | 4–1      | Maribor                | 3–1      | 1–0      |          |
| Shakhter Karagandy | 2–3      | Celtic                 | 2–0      | 0–3      |          |
| Steaua București   | 3–3      | Legia Warsaw           | 1–1      | 2–2      |          |
| No campions        |          |                        |          |          |          |
| Olympique de Lió   | 0–4      | Reial Societat         | 0–2      | 0–2      |          |
| FC Schalke 04      | 4–3      | PAOK                   | 1–1      | 3–2      |          |
| Paços de Ferreira  | 3–8      | Zenit Saint Petersburg | 1–4      | 2–4      |          |
| PSV Eindhoven      | 1–4      | AC Milan               | 1–1      | 0–3      |          |
| Fenerbahçe SK      | 0–5      | Arsenal FC             | 0–3      | 0–2      |          |

## Fase de grups
32 equips jugaran la fase de grups: els 10 guanyadors del play-off (5 campions i 5 no campions), i 22 equips que entraran en aquesta fase. Aquests 32 equips estaran repartits entre 8 grups de 4 equips cada un. Els primers i segons classificats de cada grup passaran als vuitens de final, mentre que els tercers classificats jugaran els setzens de final de l'Europa League 2013-14.
El sorteig dels grups es va realitzar el 29 d'agost del 2013.

### Grup A
| Equip                | PJ | PG | PE | PP | GF | GC | DG | Pt |
| -------------------- | -- | -- | -- | -- | -- | -- | -- | -- |
| Manchester United FC | 6  | 4  | 2  | 0  | 12 | 3  | +9 | 14 |
| Bayer Leverkusen     | 6  | 3  | 1  | 2  | 9  | 10 | -1 | 10 |
| Xakhtar Donetsk      | 6  | 2  | 2  | 2  | 7  | 6  | +1 | 8  |
| Reial Societat       | 6  | 0  | 1  | 5  | 1  | 10 | -9 | 1  |

|                 | MU  | XD  | BL  | RS  |
| --------------- | --- | --- | --- | --- |
| M. United       | –   | 1-0 | 4–2 | 1-0 |
| Xakhtar Donetsk | 1-1 | –   | 0-0 | 4-0 |
| Bayer L.        | 0-5 | 4-0 | –   | 2-1 |
| Reial Societat  | 0-0 | 0–2 | 0-1 | –   |

### Grup B
| Equip          | PJ | PG | PE | PP | GF | GC | DG  | Pt |
| -------------- | -- | -- | -- | -- | -- | -- | --- | -- |
| R. Madrid      | 6  | 5  | 1  | 0  | 20 | 5  | +15 | 16 |
| Galatasaray SK | 6  | 2  | 1  | 3  | 8  | 14 | -6  | 7  |
| Juventus FC    | 6  | 1  | 3  | 2  | 9  | 9  | 0   | 6  |
| Copenhagen     | 6  | 1  | 1  | 4  | 4  | 13 | -9  | 4  |

|                | RM  | Juv | Gal | Kob |
| -------------- | --- | --- | --- | --- |
| R. Madrid      | –   | 2-1 | 4-1 | 4-0 |
| Juventus FC    | 2-2 | –   | 2-2 | 3-1 |
| Galatasaray SK | 1–6 | 1-0 | –   | 3-1 |
| Copenhagen     | 0-2 | 1–1 | 1-0 | –   |

### Grup C
| Equip          | PJ | PG | PE | PP | GF | GC | DG  | Pt |
| -------------- | -- | -- | -- | -- | -- | -- | --- | -- |
| PSG            | 6  | 4  | 1  | 1  | 16 | 5  | +11 | 13 |
| Olympiakos FC  | 6  | 3  | 1  | 2  | 10 | 8  | +2  | 10 |
| SL Benfica     | 6  | 3  | 1  | 2  | 8  | 8  | 0   | 10 |
| RSC Anderlecht | 6  | 0  | 1  | 5  | 4  | 17 | -13 | 1  |

|                | Ben | PSG | Oly | And |
| -------------- | --- | --- | --- | --- |
| SL Benfica     | –   | 2-1 | 1-1 | 2–0 |
| PSG            | 3-0 | –   | 2-1 | 1-1 |
| Olympiakos FC  | 1-0 | 1–4 | –   | 3-1 |
| RSC Anderlecht | 2-3 | 0-5 | 0-3 | –   |

### Grup D
| Equip              | PJ | PG | PE | PP | GF | GC | DG  | Pt |
| ------------------ | -- | -- | -- | -- | -- | -- | --- | -- |
| Bayern de Múnic    | 6  | 5  | 0  | 1  | 17 | 5  | +12 | 15 |
| Manchester City FC | 6  | 5  | 0  | 1  | 18 | 10 | +8  | 15 |
| Viktoria Plzeň     | 6  | 1  | 0  | 5  | 6  | 17 | -11 | 3  |
| CSKA Moscou        | 6  | 1  | 0  | 5  | 8  | 17 | -9  | 3  |

|                    | FCB | CSKA | MCFC | VP  |
| ------------------ | --- | ---- | ---- | --- |
| Bayern de Múnic    | –   | 3–0  | 2-3  | 5-0 |
| CSKA Moscou        | 1-3 | –    | 1-2  | 3-2 |
| Manchester City FC | 1-3 | 5-2  | –    | 4-2 |
| Viktoria Plzeň     | 0-1 | 2-1  | 0–3  | –   |

### Grup E
| Equip           | PJ | PG | PE | PP | GF | GC | DG | Pt |
| --------------- | -- | -- | -- | -- | -- | -- | -- | -- |
| Chelsea FC      | 6  | 4  | 0  | 2  | 12 | 3  | +9 | 12 |
| FC Schalke 04   | 6  | 3  | 1  | 2  | 6  | 6  | 0  | 10 |
| Basilea         | 6  | 2  | 2  | 2  | 5  | 6  | -1 | 8  |
| Steaua Bucarest | 6  | 0  | 3  | 3  | 2  | 10 | -8 | 3  |

|                 | CFC | S04 | FCB | SB  |
| --------------- | --- | --- | --- | --- |
| Chelsea FC      | –   | 3-0 | 1–2 | 1-0 |
| FC Schalke 04   | 0-3 | –   | 2-0 | 3–0 |
| Basilea         | 1-0 | 0-1 | –   | 1-1 |
| Steaua Bucarest | 0-4 | 0-0 | 1-1 | –   |

### Grup F
| Equip             | PJ | PG | PE | PP | GF | GC | DG | Pt |
| ----------------- | -- | -- | -- | -- | -- | -- | -- | -- |
| Borussia Dortmund | 6  | 4  | 0  | 2  | 11 | 6  | +5 | 12 |
| Arsenal FC        | 6  | 4  | 0  | 2  | 8  | 5  | +3 | 12 |
| Nàpols            | 6  | 4  | 0  | 2  | 10 | 9  | +1 | 12 |
| O. Marsella       | 6  | 0  | 0  | 6  | 5  | 14 | -9 | 0  |

|             | Ars | OM  | BVB | Nàp |
| ----------- | --- | --- | --- | --- |
| Arsenal FC  | –   | 2-0 | 1-2 | 2-0 |
| Marsella    | 1–2 | –   | 1-2 | 1-2 |
| Borussia D. | 0-1 | 3-0 | –   | 3-1 |
| Nàpols      | 2-0 | 3-2 | 2–1 | –   |

### Grup G
| Equip                 | PJ | PG | PE | PP | GF | GC | DG  | Pt |
| --------------------- | -- | -- | -- | -- | -- | -- | --- | -- |
| At. Madrid            | 6  | 5  | 1  | 0  | 15 | 3  | +12 | 16 |
| Zenit Sant Petersburg | 6  | 1  | 3  | 2  | 5  | 9  | -4  | 6  |
| FC Porto              | 6  | 1  | 2  | 3  | 4  | 7  | -3  | 5  |
| Austria Viena         | 6  | 1  | 2  | 3  | 5  | 10 | -5  | 5  |

|               | FCP | AtM | ZSP | AV  |
| ------------- | --- | --- | --- | --- |
| FC Porto      | –   | 1-2 | 0-1 | 1-1 |
| At. Madrid    | 2-0 | –   | 3–1 | 4-0 |
| Zenit         | 1-1 | 1-1 | –   | 0-0 |
| Austria Viena | 0–1 | 0-3 | 4-1 | –   |

### Grup H
| Equip        | PJ | PG | PE | PP | GF | GC | DG  | Pt |
| ------------ | -- | -- | -- | -- | -- | -- | --- | -- |
| FC Barcelona | 6  | 4  | 1  | 1  | 16 | 5  | +11 | 13 |
| AC Milan     | 6  | 2  | 3  | 1  | 8  | 5  | +3  | 9  |
| AFC Ajax     | 6  | 2  | 2  | 2  | 5  | 8  | -3  | 8  |
| Celtic       | 6  | 1  | 0  | 5  | 3  | 14 | -11 | 3  |

|              | FCB | ACM | AFC Ajax | Cel |
| ------------ | --- | --- | -------- | --- |
| FC Barcelona | –   | 3-1 | 4–0      | 6-1 |
| AC Milan     | 1-1 | –   | 0-0      | 2–0 |
| AFC Ajax     | 2-1 | 1-1 | –        | 1-0 |
| Celtic       | 0-1 | 0-3 | 2-1      | –   |

## Eliminatòries

### Vuitens de final
El sorteig dels vuitens es farà el dia 13 de desembre del 2013 a Nyon (Suïssa). L'anada es jugarà els dies 18, 19, 25 i 26 de febrer. La tornada, l'11, 12, 18 i 19 de març del 2014.
| Equip 1             | Global | Equip 2             | Anada | Tornada |
| ------------------- | ------ | ------------------- | ----- | ------- |
| Manchester City     | 1 -4   | FC Barcelona        | 0 - 2 | 1 - 2   |
| Olympiacos          | 2 - 3  | Manchester United   | 2 - 0 | 0 - 3   |
| AC Milan            | 1 - 5  | Atlético de Madrid  | 0 - 1 | 1 - 4   |
| Bayer Leverkusen    | 1 - 6  | Paris Saint Germain | 0 - 4 | 1 - 2   |
| Galatasaray SK      | 1 - 3  | Chelsea FC          | 1 - 1 | 0 - 2   |
| Shalke 04           | 2 - 9  | Reial Madrid CF     | 1 - 6 | 1 - 3   |
| Zenit St.Petersburg | 4 - 5  | Borussia Dortmund   | 2 - 4 | 2 - 1   |
| Arsenal FC          | 1 - 3  | Bayern de Múnic     | 0 - 2 | 1 - 1   |

#### Anada
| Manchester City FC | 0–2    | FC Barcelona                    |
| ------------------ | ------ | ------------------------------- |
|                    | report | 59' (p.) Messi · 90' Dani Alves |

| Bayer Leverkusen | 0–4    | Paris Saint-Germain FC                              |
| ---------------- | ------ | --------------------------------------------------- |
|                  | Report | 3' Matuidi · 39' (p.), 42' Ibrahimović · 88' Cabaye |

| AC Milan | 0–1    | At. Madrid      |
| -------- | ------ | --------------- |
|          | Report | 83' Diego Costa |

| Arsenal | 0–2    | Bayern de Múnic        |
| ------- | ------ | ---------------------- |
|         | Report | 54' Kroos · 88' Müller |

| Zenit                     | 2–4    | Borussia Dortmund |
| ------------------------- | ------ | ----------------- |
| Xàtov 57' · Hulk 69' (p.) | Report |                   |

| Olympiacos                   | 2–0    | Manchester United |
| ---------------------------- | ------ | ----------------- |
| Domínguez 38' · Campbell 55' | Report |                   |

| Galatasaray SK | 1–1     | Chelsea   |
| -------------- | ------- | --------- |
| Chedjou 65'    | =Report | 9' Torres |

| Schalke 04      | 1–6    | Reial Madrid                                        |
| --------------- | ------ | --------------------------------------------------- |
| Huntelaar 90+1' | Report | 13', 57' Benzema · 21', 69' Bale · 52', 89' Ronaldo |

#### Tornada
| Bayern de Múnic    | 1-1    | Arsenal      |
| ------------------ | ------ | ------------ |
| Schweinsteiger 55' | Report | Podolski 57' |

| At. Madrid                             | 4-1    | AC Milan |
| -------------------------------------- | ------ | -------- |
| Costa 3', 85' · Turan 40' · García 71' | Report | Kaká 27' |

| FC Barcelona            | 2-1    | Manchester City FC |
| ----------------------- | ------ | ------------------ |
| Messi 67' · Alves 90+1' | Report | Kompany 89'        |

| PSG                          | 2-1    | Bayer Leverkusen |
| ---------------------------- | ------ | ---------------- |
| Marquinhos 13' · Lavezzi 53' | Report | Sam 6'           |

| Chelsea               | 2 - 0  | Galatasaray SK |
| --------------------- | ------ | -------------- |
| Eto'o 4' · Cahill 42' | Report |                |

| R. Madrid                     | 3 - 1  | Schalke 04   |
| ----------------------------- | ------ | ------------ |
| Ronaldo 21', 73' · Morata 75' | Report | Hoogland 31' |

| Manchester United                 | 3 - 0  | Olympiacos |
| --------------------------------- | ------ | ---------- |
| Van Persie 25' (pen.), 45+1', 52' | Report |            |

| Borussia Dortmund | 1 - 2  | Zenit                 |
| ----------------- | ------ | --------------------- |
| Kehl 38'          | Report | Hulk 16' · Rondón 73' |

### Quarts de final
El sorteig dels enfrontaments de quarts es farà el dia 21 de març del 2014. L'anada de quarts es jugarà els dies 1 i 2 d'abril, i la tornada els dies 8 i 9 d'abril del 2014.
| Equip 1                | Global | Equip 2           | Anada | Tornada |
| ---------------------- | ------ | ----------------- | ----- | ------- |
| FC Barcelona           | 1-2    | Atlètic de Madrid | 1-1   | 0-1     |
| Reial Madrid           | 3-2    | Borussia Dortmund | 3-0   | 0-2     |
| Paris Saint-Germain FC | 3-3    | Chelsea FC        | 3-1   | 0-2     |
| Manchester United      | 2-4    | FC Bayern Múnic   | 1-1   | 1-3     |

#### Anada
| FC Barcelona | 1-1    | At. Madrid |
| ------------ | ------ | ---------- |
| Neymar 71'   | Report | Diego 56'  |

| Manchester United FC | 1-1    | Bayern de Múnic    |
| -------------------- | ------ | ------------------ |
| Vidić 58'            | Report | Schweinsteiger 67' |

| Reial Madrid CF                  | 3-0    | Borussia Dortmund |
| -------------------------------- | ------ | ----------------- |
| Bale 3' · Isco 27' · Ronaldo 57' | Report |                   |

| Paris Saint-Germain FC                       | 3–1    | Chelsea FC        |
| -------------------------------------------- | ------ | ----------------- |
| Lavezzi 4' · Luiz 61' (p.p.) · Pastore 90+3' | Report | Hazard 27' (pen.) |

#### Tornada
| At. Madrid | 1-0    | FC Barcelona |
| ---------- | ------ | ------------ |
| Koke 5'    | Report |              |

| Bayern de Múnic                         | 3-1    | Manchester United FC |
| --------------------------------------- | ------ | -------------------- |
| Mandžukić 59' · Müller 68' · Robben 76' | Report | Evra 57'             |

| Borussia Dortmund | 2-0    | Reial Madrid CF |
| ----------------- | ------ | --------------- |
| Reus 24', 37'     | Report |                 |

| Chelsea FC            | 2-0    | Paris Saint-Germain FC |
| --------------------- | ------ | ---------------------- |
| Schürrle 32' · Ba 87' | Report |                        |

### Semifinals
El sorteig dels enfrontaments de semifinals i final (quin equip jugarà com a 'local') se celebrarà el dia 11 d'abril del 2014 a Nyon. L'anada es jugarà els dies 22 i 23 d'abril, i la tornada els dies 29 i 30 d'abril del 2014.
| Equip 1    | Global | Equip 2         | Anada | Tornada |
| ---------- | ------ | --------------- | ----- | ------- |
| At. Madrid | 3-1    | Chelsea         | 0-0   | 3-1     |
| R. Madrid  | 5-0    | Bayern de Múnic | 1-0   | 4-0     |

#### Anada
| At. Madrid | 0–0 | Chelsea |
| ---------- | --- | ------- |
|            |     |         |

| R. Madrid   | 1-0 | Bayern de Múnic |
| ----------- | --- | --------------- |
| Benzema 19' |     |                 |

#### Tornada
| Bayern de Múnic | 0-4 | R. Madrid                         |
| --------------- | --- | --------------------------------- |
|                 |     | 16', 20' Ramos · 34', 90' Ronaldo |

| Chelsea    | 1-3 | At. Madrid                              |
| ---------- | --- | --------------------------------------- |
| Torres 36' |     | 44' Adrián · 60' (p.) Costa · 72' Turan |

### Final
| Reial Madrid                                                 | 4-1    | Atlètic de Madrid |
| ------------------------------------------------------------ | ------ | ----------------- |
| Ramos 90+3' · Bale 110' · Marcelo 118' · Ronaldo 120' (pen.) | Report | Godín 36'         |